# TwoFourTwelve
TwoFourTwelve ist ein Crossover-Gitarrenduo, bestehend aus den zwei Konzertgitarristen Martin Zimny und Aleksandar Vidojevic. Der Name TwoFourTwelve steht abkürzend für „Zwei Gitarren, vier Hände, zwölf Saiten“.

## Werdegang
Martin Zimny und Aleksandar Vidojevic lernten sich in Düsseldorf an der Robert Schumann Hochschule kennen. Sie studierten beide zusammen zwischen 2009 und 2015 in der Klasse des kubanischen Gitarristen Joaquín Clerch. 
Martin Zimny und Aleksandar Vidojevic spielten bereits seit 2011 gemeinsam Konzerte in Deutschland im Rahmen des Stipendiumprogramms „Live Music Now“ von Yehudi Menuhin. Offiziell gründeten sie sich 2012; 2014 entdeckte Uwe Gremmer das Duo und übernahm das Management. 2015 erhielten sie als Duo das Stipendium der „Werner Richard - Dr. Carl Dörken“-Stiftung.
Seit ihrer Gründung konzertierte TwoFourTwelve international unter anderem in Deutschland, Lettland, Bulgarien, England und Serbien. Das Duo bestand 2015 die Aufnahmeprüfung an der Royal Academy of Music in London für den Masterstudiengang „established guitar duo“.

## Repertoire
Neben dem klassischen Duorepertoire, wie z. B. den polyphonen Werken Castelnuovo-Tedescos und den romantischen Kompositionen Johann Kaspar Mertz’, spielt TwoFourTwelve eigene Arrangements der spanisch-romantischen Klaviermusik von Isaac Albéniz und Enrique Granados, aber auch moderne Kompositionen von Lennon/McCartney. 
Seit 2015 komponiert TwoFourTwelve eigene Stücke aus dem Crossover-Bereich und produziert diese unter anderen mit dem Produzenten Robert Bartha.